# 2004
2004 fon un any de traspàs començat en dijous, segons el calendari gregorià.

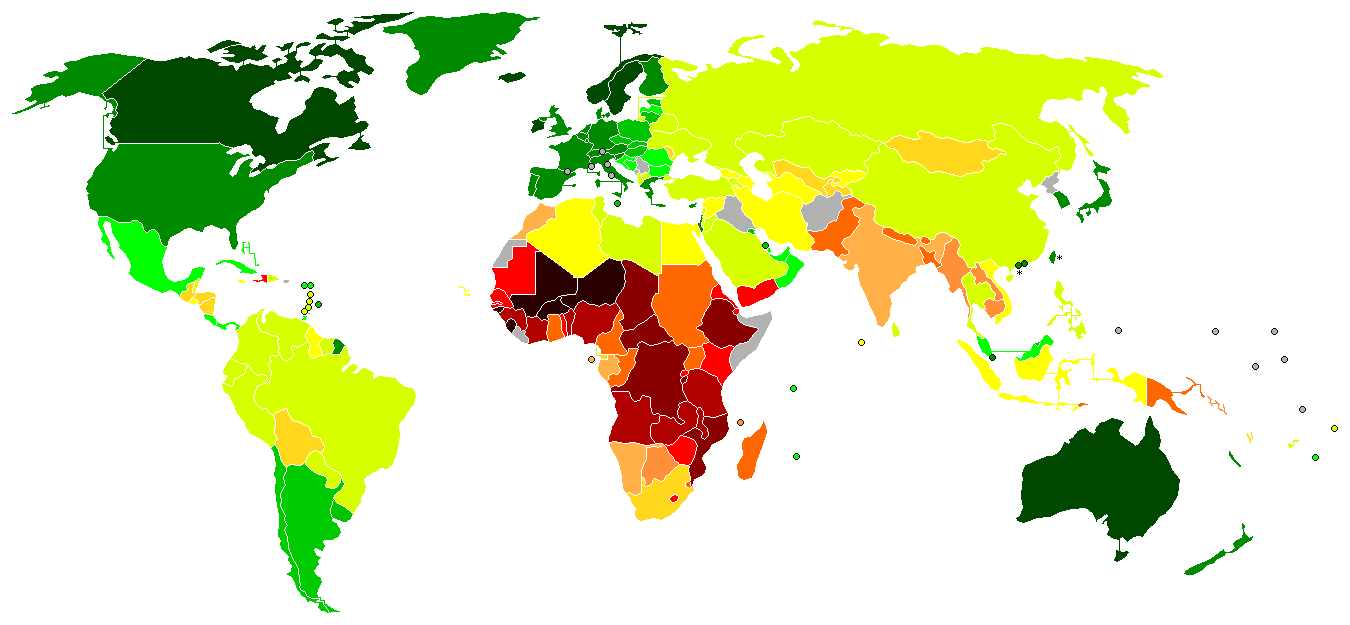

| Mapa indicant l'Índex de Desenvolupament Humà del 2004 (informe del 2006) |                                                             |                                                                       |
| \| 0,950 i per sobre 0,900-0,949 0,850-0,899 0,800-0,849 0,750-0,799 \| 0,700-0,749 0,650-0,699 0,600-0,649 0,550-0,599 0,500-0,549 \| 0,450-0,499 0,400-0,449 0,350-0,399 0,300-0,349 per sota de 0,300 n/d \| |                                                             |                                                                       |
| 0,950 i per sobre 0,900-0,949 0,850-0,899 0,800-0,849 0,750-0,799 | 0,700-0,749 0,650-0,699 0,600-0,649 0,550-0,599 0,500-0,549 | 0,450-0,499 0,400-0,449 0,350-0,399 0,300-0,349 per sota de 0,300 n/d |

## Esdeveniments

### Països Catalans
- 28 de gener: Barcelona: el president de la Generalitat de Catalunya, Pasqual Maragall, accepta la renúncia de Josep-Lluís Carod-Rovira al càrrec de conseller en cap, arran de les converses mantingudes a Perpinyà amb dirigents d'ETA; continua, però, sent conseller sense cartera.
- 2 de febrer: Barcelona: Josep-Lluís Carod-Rovira dimiteix de conseller sense cartera al govern de la Generalitat de Catalunya.
- 20 de març: Països Catalans: Es fan manifestacions multitudinàries en contra de la invasió de l'Iraq a les principals ciutats del país.
- 9 de maig: Barcelona: S'inaugura el Fòrum Universal de les Cultures del 2004.
- 19 de maig: Everest: Núria Balagué i Maite Hernández, membres d'una expedició catalana exclusivament femenina, ascendeixen a l'Everest per la cara nord, i fan el cim.[1]
- 14 d'agost:
  - Barcelona: Presentació oficial, dins el marc del Festival Mundial de la Joventut, de l'Orquestra de Joves Intèrprets dels Països Catalans, fundada a Mallorca per Magda González i Crespí
  - Barcelona: Assassinat de Roger Albert a la Vila de Gràcia.
- 21 d'octubre: Dagoll Dagom torna a representar l'obra Mar i Cel.
- 23 d'octubre: La selecció catalana d'hoquei patins guanya el Campionat del Món "B" masculí. És la primera vegada que la selecció catalana competeix a nivell internacional.
- 26 de novembre: Fresno (Califòrnia) El Congrés anual de la Federació Internacional de Patinatge (FIRS) accepta una apel·lació de la Reial Federació Espanyola d'Hoquei, que demana la no admissió de la Federació Catalana de Patinatge.

### Resta del món
Gener
- 2 de gener: La sonda Stardust recull pols d'un cometa.
- 3 de gener: El vol 604 de la Flash Airlines s'espatlla a la Mar Roja; 148 morts.[2]
- 4 de gener: Mikheil Sakaixvili guanya les eleccions presidencials a Geòrgia.
- 10 de gener: La sonda Spirit llesta per iniciar l'exploració de Mart.
- 13 de gener: Un aparell de l'Uzbekistan Airways s'estavella prop de Tachkent, provocant 37 morts.[3]
- 23 de gener: La sonda europea Mars Express aporta la prova que hi ha aigua en forma de glaç en el planeta Mart.

Febrer
- 4 de febrer: Va ser fundat Facebook a Cambridge (Massachusetts).
- 6 de febrer: Atemptats terroristes al metro de Moscou amb almenys 40 morts.[4]
- 13 de febrer: Funerals nacionals de Claude Ryan, cap del partit liberal del Quebec de 1978 a 1982, a la basílica de Notre-Dame-de-Bon-Secours de Mont-real.

Març
- 2 de març: John Kerry serà el candidat demòcrata a les eleccions presidencials americanes de novembre.
- 2 de març: Es llança el satèl·lit Rosetta.
- 11 de març, Madrid (Espanya): un atemptat terrorista reivindicat per Al-Qaida, amb una sèrie de bombes col·locades en diversos trens que s'acostaven a l'Estació de Madrid - Puerta de Atocha, hi fa 202 morts i 1.400 ferits.
- 13 de març, Pamplona: el botiguer de 61 anys Angel Berrueta és assassinat per un policia i el seu fill.[5]
- 14 de març: Eleccions al Parlament espanyol. Els socialistes són la força més votada.[6]
- 14 de març: Vladímir Putin és reelegit president de Rússia.
- 20 de març: Es fan manifestacions multitudinàries en contra de la invasió de l'Iraq a les principals ciutats del món occidental.
- 27 de març, Miami, Florida, EUA: el Comitè Central de la Federació Internacional de Patinatge (FIRS) accepta provisionalment com a membre la selecció catalana de Patinatge; tot i que, el 25 de novembre, aquest mateix comitè no ratificarà aquest acord a Fresno (Califòrnia).
- 28 de març: Eleccions cantonals franceses de 2004. S'hi va produir un gran progrés de l'esquerra, que va conquerir la majoria dels departaments francesos.[7][8]

Abril
- 1 d'abril: L'empresa nord-americana Google llança el Gmail com a servei de correu electrònic gratuït.[9]
- 18 d'abril, Madrid: Zapatero ordena la retirada immediata dels mil tres-cents soldats espanyols destacats a l'Iraq.[10]
- 20 d'abril, Gernika (Biscaia, el País Basc): mor l'emblemàtic arbre de Gernika després de 146 anys; fou substituït el febrer del 2005.[11]
- 25 d'abril: Un referèndum a Xipre recolza la reunificació de l'illa. El nord turc estava a favor, el sud no ho estava.[12]
- 28 d'abril: La premsa revela la pràctica de tortures i humiliacions a les presons iraquianes per part dels soldat nord-americans. Publicació de fotos de la presó d'Abu Ghraib que provoquen un escàndol.
- 29 d'abril, Mali: Ousmane Issoufi Maïga és escollit primer ministre.[13]

Maig
- 1 de maig: Ampliació de la unió Europea de deu països nous :(Xipre, Estònia, Hongria, Letònia, Lituània, Malta, Polònia, República Txeca, Eslovàquia, Eslovènia).
- 6 de maig: Últim episodi de la sèrie de televisió Friends emesa a la televisió nord-americana.
- 15 de maig Ruslana, representant d'Ucraïna, guanya el Festival d'Eurovisió.
- 19 de maig, Göteborg, Suècia: El València CF es proclama campió de la Copa de la UEFA en guanyar la final per 2:0 contra l'Olympique de Marseille.
- 23 de maig: Horst Köhler elegit president federal d'Alemanya. Pren possessió de les seves funcions el dia 1 de juliol següent.

Juny
- 5 de juny: Mor Ronald Reagan expresident dels Estats Units, actor, i presentador de ràdio i televisió, i després polític del Partit Republicà dels Estats Units.
- 5 de juny: La jugadora de tennis russa Anastassia Mískina guanya la 74a edició del torneig del Roland-Garros.
- 6 de juny: El jugador de tennis argentí Gaston Gaudio s'emporta el torneig del Roland-Garros.
- 13 de juny, Eleccions al Parlament Europeu[14]
- 17 de juny es va estrenar la pel·lícula Art of the Devil
- 18 de juny: Acord entre els caps d'estat per una constitució europea.[15]
- 28 de juny: Eleccions federals al Canadà. El partit liberal és reelegit, però queda en minoria a la cambra dels comuns.[16]

Juliol
- 1 de juliol: La sonda Cassini-Huygens travessa els anells de Saturn i envia les primeres imatges.[17]
- 4 de juliol: Grècia guanya l'Eurocopa 2004. En la final venç la selecció amfitriona Portugal per 1-0.
- 20 de juliol, Bèlgica: Anne-Marie Lizin és elegida presidenta del Senat i esdevé la primera dona a ocupar aquest lloc.
- 30 de juliol: Forta explosió de gas a Ghislenghien, Bèlgica, que provoca la mort a 18 persones i queden ferides 133.[18]
- 21 de juliol: Stephen Hawking perd una aposta, quan reconeix que John Preskill tenia raó quan dubtà de la seva teoria dels forats negres. Havien apostat una roba pel que guanyàs.[19]

Agost
- 6 d'agost: La Cort Suprema d'Austràlia, falla en el cas Al-Kateb contra Godwin, que la detenció indefinida d'una apàtrida fou ajustada al dret.
- 13 d'agost:
  - l'huracà Charley mata 27 persones a Florida, 4 a Cuba i una persona a Jamaica.[20]
  - Obertura dels Jocs Olímpics d'Estiu de 2004 d'estiu a Atenes; XXVIII els primers del segle xxi
- 31 d'agost:
- 25 d'agost - 8 de setembre: L'huracà Frances fa 42 morts.[21]
  - Dos atacs suïcides reivindicats per Hamas a Beerxeba, Israel, causen 16 morts i 50 ferits.[22]
- 26 d'agost: La política congolesa Angèle Bandou és assassinada a trets.

Setembre
- 1 de setembre: En la presa d'ostatges de Beslan un miler de nens a una escola de Beslan, a Ossètia del Nord.[23]
- 3 de setembre: Assalt confús de les forces russes de seguretat a l'escola de Beslan; es compten més de 350 morts.[24]
- 2 a 24 de setembre: L'huracà Ivan causa 39 morts a Grenada, 24 als Estats Units, 4 a la República Dominicana, 3 a Veneçuela, 2 a les Illes Cayman, 1 a Tobago i 1 a Barbados. Els danys materials són quantiosos.[25]
- 13 a 28 de setembre: la tempesta tropical Jeanne arrasa Haití, fent més de tres mil morts.[26]

Octubre
- 5 d'octubre: es declara un incendi a bord del submarí canadenc NCSM Chicoutimi; 1 mort.[27]
- 8 d'octubre: L'ostatge anglès Kenneth Bigley és decapitat pels seus carcellers a l'Iraq.[28]
  - Doble atemptat amb cotxe trampa a Taba, Egipte, lloc de vacances de nombrosos israelians; 34 morts.[29]
- 9 d'octubre: Primeres eleccions democràtiques a l'Afganistan.[30]
- 17 d'octubre, Belarús: amb acusacions de frau per part de l'oposició, s'hi celebra el referèndum que modificarà la constitució per permetre que el president Lukaixenko es pugui presentar a un tercer mandat.[31]
- 24 d'octubre: Brasil, nova potència espacial després d'aconseguir el seu primer llançament espacial.[32]
- 25 d'octubre: la repressió d'una manifestació a Tailàndia provoca 78 morts.[33]
- La nit entre el 27 i el 28 d'octubre hi hagué un eclipsi de Lluna.[34]
- 29 d'octubre: Firma a Roma del tractat de Roma, per una constitució per Europa.[35]
- 31 d'octubre: Tabaré Vázquez és escollit President de l'Uruguai. És una victòria històrica per l'esquerra.

Novembre
- 2 de novembre: el president dels Estats Units George Walker Bush és escollit per un segon mandat de quatre anys.
- 6 de novembre: atac a l'armada de Costa d'Ivori sobre una posició de l'armada francesa causant 9 morts. Els francesos repliquen liquidant les forces aèries i antiaèries de l'armada ivoriana.[36]
- 11 de novembre:
  - Barcelona: Continua el cas Fresno. El Parlament de Catalunya aprova, una proposició no de llei que demana al Govern espanyol "respecte" a les decisions de les federacions esportives, dies abans de la cita de Fresno (ciutat de Califòrnia), on s'haurà de decidir sobre el reconeixement de la selecció catalana d'hoquei.
  - La Lituània ratifica el Tractat de Roma de 2004.
- 21 de novembre: eleccions presidencials controvertides a Ucraïna,[37] que condueixen a la Revolució Taronja.
- 27 de novembre, Guadalajara (Mèxic): Pasqual Maragall hi inaugura la Fira del Llibre que, sota els auspicis de l'Institut Ramon Llull, té la cultura catalana com a convidada d'honor.

Desembre
- 3 de desembre: ETA atempta a Madrid contra cinc benzineres, on han explotat bombes de poca potència.[38]
- 14 de desembre: Inauguració del viaducte de Millau, el més alt del món. Construït per Eiffage, dissenyat per Foster.
- 20 de desembre: Hongria aprova el tractat de Roma.
- 22 de desembre: Alliberament dels dos ostatges i periodistes francesos Georges Malbrunot i Christian Chesnot, detinguts a l'Iraq des de feia 124 dies.[39]
- 26 de desembre: Tsunami de l'Oceà Índic, provocat per un terratrèmol de magnitud 9,0 de l'escala de Richter, l'epicentre del qual se situava al llarg de l'illa indonèsia de Sumatra, causant la mort de més de 250.000 persones i la desaparició de 50.000.

- 26 de desembre: Víktor Iúixtxenko guanya les eleccions presidencials a Ucraïna.
- 26 de desembre: Un equip d'especialistes francesos d'hematologia va publicar al web de la revista Nature Biotechnology, haver aconseguit per primera vegada, fabricar in vitro grans quantitats de glòbuls vermells humans a la vegada madurs i funcionals.[40]

### Cinema
- S'estrena Infection
- Estrena de la pel·lícula Alone and Restless
- Estrena de la pel·lícula Bone Sickness
- Estrena de la pel·lícula A costa dos murmurios
- Estrena de la pel·lícula El castell ambulant de l'estudi Ghibli

### Música
- Es funda el grup de música La Dispute

### Premis Nobel
| Camp                  | Guardonats                                        |
| --------------------- | ------------------------------------------------- |
| Física                | - David J. Gross - David Politzer - Frank Wilczek |
| Química               | - Aaron Ciechanover - Avram Hershko - Irwin Rose  |
| Medicina o Fisiologia | - Richard Axel - Linda B. Buck                    |
| Literatura            | - Elfriede Jelinek                                |
| Pau                   | - Wangari Maathai                                 |
| Economia              | - Finn E. Kydland - Edward C. Prescott            |

## Naixements
Països Catalans
- 1 de juny, Pedreguer, Marina Alta: Maya Weug, pilot de cotxes valenciana.[42]

Resta del món
- 10 de gener: Kaitlyn Mayer, cantant i actriu nord-americana.
- 3 de març: Fernando Boza, actor espanyol.
- 30 d'abril: Harare, Zimbàbue: Tanya Muzinda, pilot de motocròs.[43]
- 8 de juny: Francesca Capaldi, actriu nord-americana.

## Necrològiques
Països Catalans
- 1 de gener - Olocau, el Camp de Túria: Florencio Pla Meseguer, la Pastora, maqui valencià (n. 1917)[44]
- 13 de gener - Joan Reventós, polític català, fundador del PSC que fou president del Parlament de Catalunya.
- 14 de gener - Oakland, Califòrnia: Joaquim Nin-Culmell, compositor nacionalitzat estatunidenc amb orígens catalans (n. 1908).
- 17 de gener - Sant Julià de Lòria, Andorra: Montserrat Palau i Martí, etnòloga i historiadora catalana (n. 1916).[45]
- 18 de gener - Barcelona: Josep Lluís Ortega Monasterio, compositor i militar català (n. 1918).
- 2 de febrer - Molins de Rei, Baix Llobregat: Josep Maria Madorell, ninotaire català.
- 7 de febrer - San Diego: Emilia Guiu, actriu catalano-mexicana (n. 1922).[46]
- 11 de febrer - Stevenage, Regne Unit: Vera Broido, escriptora cronista de la revolució russa (n. 1907).[47]
- 17 de febrer: José López Portillo, antic president de Mèxic.
- 28 de febrer - Madrid: Carme Laforet, escriptora catalana en castellà (n. 1921).[48]
- 5 de març: Joan Riudavets Moll, degà de la humanitat.
- 6 de març - es Migjorn Gran, Menorca: Joan Riudavets i Moll, l'home més vell del món en el moment de la seva mort als 114 anys.
- 16 de març, Conflans-Sainte-Honorine: Maria Manonelles i Riera, activista política i sindical catalana.[49]
- 24 de març - Girona: Maria Assumpció Soler i Font, mestra, escriptora i periodista.[50]
- 10 de maig - Palma: Aina Montaner Rotger, filòloga mallorquina, Premi Ramon Llull l'any 2004 (n. 1944).[51]
- 23 de maig - Barcelona: Ramon Margalef, ecòleg català (n. 1919).[52]
- 24 de maig - Surrey, Anglaterraː Maria Josep Colomer, primera aviadora de Catalunya i tercera de l'estat. (n. 1913).[53]
- 19 d'abril - Barcelona: Concepció G. Maluquer, escriptora catalana que conreà la poesia i la novel·la (n. 1914).[54]
- 8 de juny - Madrid: Núria Torray, actriu catalana que destacà especialment en l'escena teatral (n. 1934).[55]
- 5 de juliol - Anaheim, Califòrnia (EUA): Rodger Ward, pilot estatunidenc de curses automobilístiques (n. 1921).[56]
- 20 de juliol: Antonio Gades, ballarí.
- 2 de setembre - Barcelona: Joan Oró, bioquímic (n. 1923).[57]
- 9 de setembre - Sabadell: Josep Maria Plans i Molina, metge i polític català.
- 11 de novembre - València: Xavier Casp, poeta i activista polític valencià (n. 1915).
- 15 de desembre - Barcelona: Miquel Bauçà Rosselló, escriptor mallorquí.
- 18 de desembre - Barcelona: Josep Romeu i Figueras, poeta i crític literari català (n. 1917).
- 31 de desembre - Gandia: Joan Climent i Pascual, poeta valencià (n. 1918).

Resta del món
Gener
- 7 de gener, Estocolm: Ingrid Thulin, actriu sueca de cinema i teatre (n. 1926).[58]
- 9 de gener, Torí, Itàlia: Norberto Bobbio, filòsof.
- 12 de gener, Sant Petersburg: Olga Ladíjenskaia, matemàtica russa que estudià l'equació diferencial en derivades parcials (n. 1922).[59]
- 14 de gener, Nova York: Uta Hagen, actriu i mestra d'actrius i actors nord-americana.[60]
- 22 de gener, Ann Miller, ballarina i actriu
- 25 de gener, Hoofddorp: Fanny Blankers-Koen, atleta neerlandesa, primera a guanyar quatre medalles olímpiques d'or, una de les més destacades de tots els temps (n. 1918).[61]

Febrer
- 4 de febrer, Haifa, Israel: Valentina Borok, matemàtica ucraïnesa soviètica (n. 1931).[62]
- 14 de febrer, Rímini, Itàlia): Marco Pantani, ciclista italià.
- 17 de febrer:
  - José López Portillo, president de Mèxic entre 1976 i 1982.
  - Shirley Strickland, atleta australiana
- 26 de febrer: Boris Traikovski, president de la República de Macedònia, mort en un accident d'avió.

Març
- 2 de març: Mercedes McCambridge, 85 anys, actriu
- 6 de març: John Pople, premi Nobel de Química.
- 20 de març, Baarn: Juliana I dels Països Baixos, va ser reina dels Països Baixos (n. 1909).[63]
- 21 de març: París: Ludmila Tcherina, ballarina, coreògrafa, pintora, escultora, actriu i escriptora francesa (n. 1924).[64]
- 22 de març: Boston, Estats Units: Janet Akyüz Mattei, astrònoma turco-americana (n. 1943).[65]
- 28 de març, Suïssa: Peter Ustinov, cineasta britànic d'origen rus.

Abril
- 10 d'abril, Ciutat del Cap, Sud-àfrica: Marita Napier, una de les grans cantants d'òpera sud-africanes del segle xx (n. 1939).[66]
- 12 d'abril: Espartinas, província de Sevilla, Espanya: Juanito Valderrama, cantaor andalús.[67]
- 17 d'abril: Gaza, Franja de Gaza: Abdel Aziz al-Rantissi, líder polític palestí i cofundador de Hamàs (n. 1947).[68]
- 21 d'abril: Madrid: Concha Zardoya, escriptora i poetessa xilena (n. 1914).[69]
- 24 d'abril: Manhattan, Ciutat de Nova York: Estée Lauder, empresària estatunidenca de cosmètica (n. 1906).[70]

Maig
- 3 de maig: Darrell Johnson, jugador de beisbol de la MLB
- 14 de maig:Jesús Gil y Gil, 71 anys, antic president del club de futbol Atletico de Madrid
- 17 de maig: 
  - Tony Randall, 84 anys, actor.
  - East London, Sud-àfrìca: Marjorie Courtenay-Latimer, naturalista i conservadora de museu, descobridora del celacant (n.1907).[71]

Juny
- 4 de juny:
  - Nino Manfredi, comediant, italià.[72]
  - Rio de Janeiro, Brasil: Anthony Steffen, actor italià que va protagonitzar diversos spaghetti western.
- 5 de juny: Los Angeles, Califòrnia (EUA): Ronald Reagan, president dels EUA (n. 1911).[73]
- 6 de juny:
  - Necdet Mahfi Ayral, 96 anys, actor.[74]
  - Madrid: José Ignacio San Martín López, coronel de l'Exèrcit de Terra espanyol participant en el cop d'estat del 23 de febrer de 1981.[75]
- 10 de juny: Beverly Hills, Califòrnia (EUA): Ray Charles, músic nord-americà (n. 1930).[76]
- 16 de juny, Bangkok, Tailàndia: Thanom Kittikachorn, dictador de Tailàndia (n. 1911).[77]
- 17 de juny: Robert Lees, escenarista. (91 anys)[78]
- 18 de juny: André Gillois, 102 anys, escriptor, francès.[79]
- 26 de juny, Tel-Aviv, Israel: Naomi Shemer, poetessa, compositora i cantant israeliana (n. 1930).[80]
- 28 de juny:
  - Georges de Caunes, 85 anys, home de televisió i periodista, francès.[81]
  - Marcel Jullian, presentador de televisió, francès.[82]

Juliol
- 1 de juliol, Los Angeles, EUA: Marlon Brando, actor de teatre i cinema nord-americà.[83]
- 2 de juliol, Lisboa: Sophia de Mello Breyner Andresen, poeta portuguesa, Premi Luís de Camões de 1999 (n. 1919).[84]
- 6 de juliol: Thomas Klestil, president austríac.
- 10 de juliol, Lisboa, Maria de Lourdes Pintasilgo, enginyera química, primera dona a ser Primera Ministra de Portugal (n. 1930).[85]
- 21 de juliol, Pasadena (Califòrnia), Estats Units: Edward B. Lewis, biòleg, genetista i professor universitari estatunidenc guardonat amb el Premi Nobel de Medicina o Fisiologia l'any 1995 (n. 1918).[86]
- 23 de juliol, Madrid: Carmina Ordóñez, coneguda per la premsa rosa.
- 28 de juliol: La Jolla, San Diego, Califòrnia (EUA): Francis Crick, científic, descobridor de l'estructura de l'ADN. Premi Nobel de Medicina o Fisiologia de l'any 1962 (n. 1916).[87]
- 30 de juliol, Nova York: Ellen Auerbach, fotògrafa estatunidenca (n.1906).[88]

Agost
- 4 d'agost, Califòrnia: Mary Sherman Morgan, científica nord-americana de combustible per a coets del programa espacial.[89]
- 14 d'agost, Cracòvia, Polònia: Czesław Miłosz, escriptor nord-americà d'origen polonès, Premi Nobel de Literatura 1980 (n.1911).[90]
- 15 d'agost, Estocolm (Suècia): Sune Bergström, químic i bioquímic suec, Premi Nobel de Medicina o Fisiologia de l'any 1982 (n. 1916).[91]
- 18 d'agost, Ojai, Califòrnia: Elmer Bernstein, compositor de música de cine i televisió.
- 21 d'agost, Mèxic: Hortensia Blanch Pita, escriptora de l'exili (n. 1914).[92]
- 24 d'agost, Scottsdale, Arizona: Elisabeth Kübler-Ross, psicòloga suïssa-americana pionera en estudi d'experiències properes a la mort.[93]
- 26 d'agost, Brazzaville, República del Congo: Angèle Bandou, política, assassinada.

Setembre
- 8 de setembre:
  - Raymond Marcellin, ministre francès.
  - Matías Prats Cañete, periodista espanyol.[94]
- 11 de setembre: Petros VII, patriarca d'Alexandria
- 15 de setembre, Los Angeles, Califòrnia (EUA): Johnny Ramone, guitarrista del grup punk The Ramones (n. 1948).[95]
- 23 de setembre: Yang Huanyi, última xinesa parlant del nushu
- 24 de setembre, hospital d'Honfleur, Calvados: Françoise Sagan, escriptora francesa de novel·la i teatre (n. 1935).[96]
- 29 de setembre, Moto, França: Richard Sainct, mort al ral·li d'Egipte (34 anys)

Octubre
- 3 d'octubre: Beverly Hills, Califòrnia (EUA): Janet Leigh, 77 anys, actriu (n. 1927).[97]
- 4 d'octubre: Gordon Cooper, astronauta.
- 5 d'octubre, Londres, Anglaterra): Maurice Wilkins, biofísic anglès guardonat amb el Premi Nobel de Medicina o Fisiologia l'any 1962 pel seu descobriment de l'estructura de l'ADN (87 anys).
- 8 d'octubre, París (França): Jacques Derrida, filòsof francès (n. 1930)[98]
- 11 d'octubre: Maxime Faget, enginyer de la NASA.
- 13 d'octubre, París: Martha Boto, artista argentina i co-fundadora del Grupo de Artistas no Figurativos.[99]
- 30 d'octubre, Las Vegas, Nevada: Peggy Ryan, ballarina i actriu nord-americana (n. 1924).[100]

Novembre
- 2 de novembre: Theo van Gogh, cineasta neerlandès, assassinat per un extremista (47 anys).
- 7 de novembre: Howard Keel, actor.
- 11 de novembre: Iàssir Arafat - Abu-Ammar - polític palestí.
- 18 de novembre, Nova York: Cy Coleman, compositor nord-americà (75 anys).
- 19 de novembre: John Robert Vane, guanyador del Premi Nobel de Medicina o Fisiologia el 1982.

Desembre
- 2 de desembre, Bath, Somerset: Alicia Markova, ballarina, coreògrafa i professora de ballet del Regne Unit.[101]
- 16 de desembre, Taos, EEUU: Agnes Martin, pintora estatunidenca, expressionista abstracta (n. 1912).[102]
- 19 de desembre, Ciutat de San Marino, San Marino: Renata Tebaldi, soprano italiana (82 anys).
- 28 de desembre, Nova York: Susan Sontag, intel·lectual i escriptora: novel·lista, assagista, crítica teatral i cinematogràfica (n. 1933).[103]
- 29 de desembre, Rockville, Maryland (EUA): Julius Axelrod, bioquímic estatunidenc, Premi Nobel de Medicina o Fisiologia de l'any 1970 (n. 1912).
- 30 de desembre, Califòrnia: Artie Shaw, clarinetista de jazz i director d'orquestra (94 anys).[104]